# Kirche Hl. Sava (Gračac)

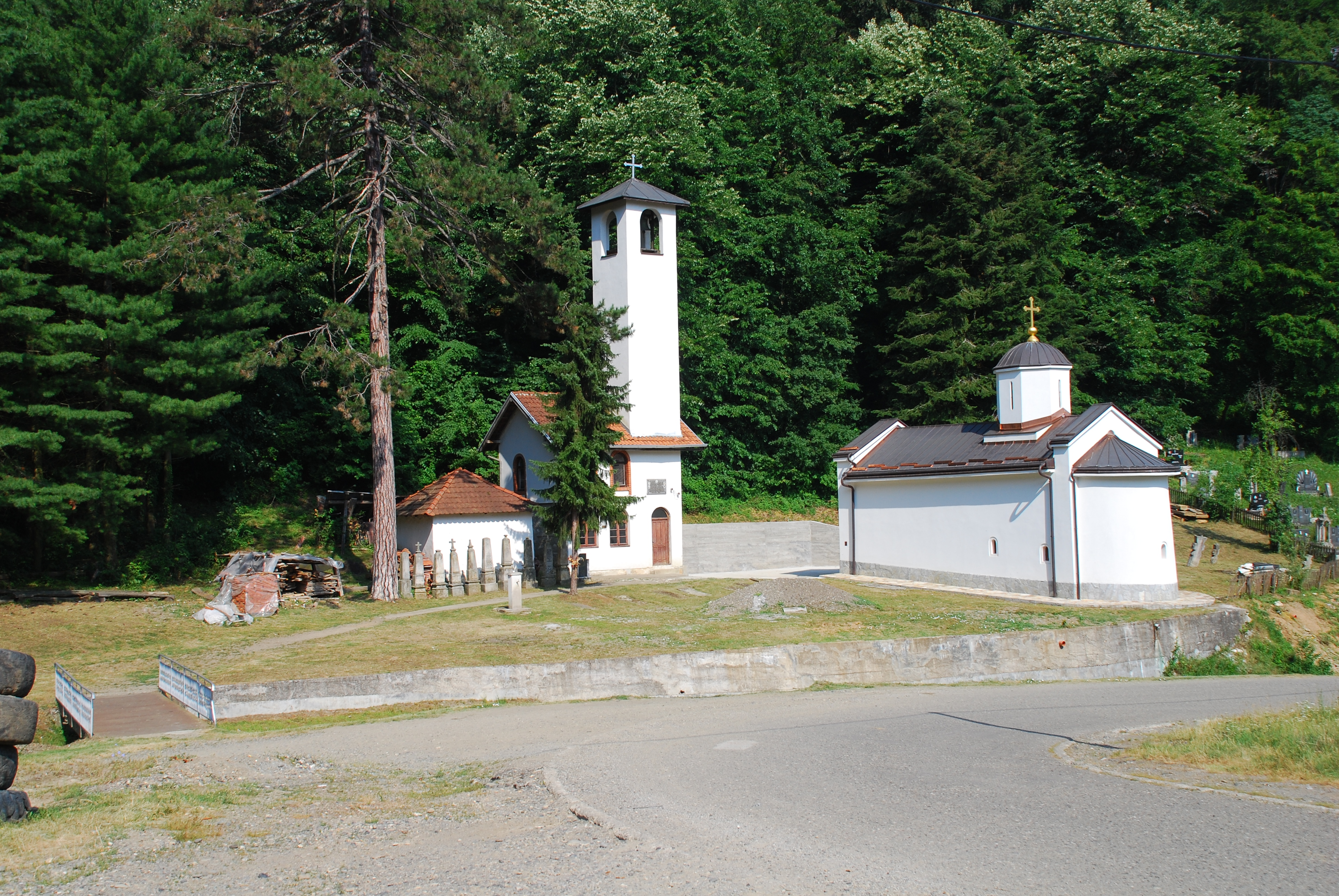
Die Kirche Hl. Sava in Gračac

Die Kirche Hl. Sava (serbisch: Црква Светог Саве, Crkva Svetog Save) ist eine serbisch-orthodoxe Kirche im zur Opština Vrnjačka Banja gehörendem Dorf Gračac im Okrug Raška im südzentralen Serbien.
Die Kirche ist heute dem serbischen Nationalheiligen, dem ersten Erzbischof und dem Erleuchter des serbischen Volkes, Sava von Serbien geweiht und ist ein staatlich geschütztes Kulturdenkmal der Republik Serbien. Das erste Patrozinium der Kirche war das Hochfest des Mariä-Tempelgang.
Sie ist die Pfarrkirche der Pfarrei und Kirchengemeinde Gračac im Dekanat Žiča, der Eparchie Žiča der Serbisch-Orthodoxen Kirche. 

## Lage
Die Kirche Hl. Sava steht im Weiler Otroke des Dorfteiles Gornji Gračac, an einem bewaldeten Hang des Gebirges Goč, unterhalb des Hügels Ornica am linken Ufer des Flusses Gračačka reka. Die Gračačka reka mündet auf dem Dorfgebiet in die Westliche Morava.
Das Dorf Gračac befindet sich etwa vier km von der Autobahn Vrnjačka Banja-Kraljevo entfernt. Die Kirche ist zu Fuß oder mit Fahrzeugen über eine Asphaltstraße von Norden und Osten zu erreichen. Zu Süden und Westen grenzt an die Kirche ein dichter Mischwald.
Sie ist über eine kleine Brücke über den Fluss zu erreichen. Um den Kirchhof wurde eine Mauer erbaut mitsamt Eingangsportal auf dem sich eine Patrontsfreske des Hl. Sava befindet. Neben der Kirche befindet sich der neue Serbisch-orthodoxe Dorffriedhof aus dem 19. Jahrhundert. Der alte Friedhof ist vom Wald überwuchert worden. Neben der Kirche stehen zwei Grabmäler von Priestern die in der Kirche gewirkt haben.
Im Kirchhof stehen neben der Kirche ein kleiner Glockenturm, eine kleine Kapelle zum Kerzen anzünden, und seit 2015 ein Dorfmuseum, im renovierten Gebäude der ehemaligen Dorfschule aus dem Jahr 1818. Diese Schule wird in den Aufzeichnungen des berühmten serbischen Philologen und Reformers der serbischen Sprache Vuk Stefanović Karadžić erwähnt. Gegenüber der Kirche steht die 1909 erbaute neue Dorfschule. 

## Geschichte
Hinweise deuten auf eine Besiedlung durch die alten Römer im heutigen Dorfgebiet. 
Legenden zufolge wurde auf der Stelle eines älteren Kirchenbaus eine Mariä-Tempelgang-Kirche im 13. Jahrhundert zur Zeit der Nemanjiden erbaut. Der hl. Sava und sein Vater der hl. Simeon Mirotočivi sollen den Kirchenbau in Auftrag gegeben haben, als diese Baumaterial für das Kloster Žiča suchten. Damit wäre die Kirche älter als das berühmte Kloster Žiča in der Umgebung. 
Als die Reliquien des hl. Sava aus dem bulgarischen Weliko Tarnowo ins Kloster Mileševa im südwestserbischen Gebirgsland etwa 5 km östlich von Prijepolje überführt wurden, sollen diese eine Nacht in der Kirche aufbewahrt worden sein.
Genauen Angaben zum Zeitpunkt des Kirchenbaus und dessen Ktitoren fehlen. 
Laut  2010 durch das Denkmalinstitut zu Kraljevo durchgeführten archäologischen Untersuchungen wurden Hinweise auf die Existenz eines älteren Kirchenbaus bestätigt, jedoch stimmen diese nicht mit den Legenden überein. Auf dem Bodenniveau des ältesten Gebäudeteiles wurden zwei In-situ-Grabsteine aus dem 14.–15. Jahrhundert entdeckt.
Die Kirche wurde in der osmanischen Zeit, wahrscheinlich zu Beginn des 17. Jahrhunderts, nach einer erneuten Zerstörung wieder neu aufgebaut, wie einige alte Kirchengegenstände (ein Kerzenhalter und ein Gefäß zum Aufbewahren des Epiphanie-Wassers) sowie ein 1765 gespendetes Tuch belegen.
Zu Beginn des 19. Jahrhunderts bestanden nur noch die Fundamente, auf denen die neue Kirche 1812 erbaut wurde. Diese wurde ihrem ersten Ktitor, dem Hl. Sava,  geweiht. Pfarrpriester Radovan Šućurević ließ diese Kirche 1842 wiederum erneuern. 
Im Jahre 2015 weihte der Bischof der Eparchie Žiča Justin (Stefanović) den neuen Narthex der Kirche, die neuen Fresken im Inneren, die Kapelle, sowie die Kreuze auf dem Glockenturm und der Kapelle. Derzeitiger Pfarrpriester (2020) ist Mladen Milivojević.

## Architektur
Die heutige aus dem Jahr 1812 stammende Kirche, ist ein kleineres rechteckiges Gebäude mit einem Gewölbedach, einem verlängerten Kirchenschiff und einer halbkreisförmigen Altar-Apsis im Osten mitsamt kleiner Rundkuppel über der Ostseite.
Neben dem Haupteingang im Westen mitsamt dem Narthex gibt es einen schmalen Seiteneingang an der Nordfassade. Der ursprüngliche Boden bestand aus rechteckigen oder trapezförmigen Marmorplatten mit Kreuzdekorationen oder ohne solche. Laut den Kirchenbüchern ist dieser Boden aufgrund von Baufälligkeit mit einem neuen zu Beginn des 20. Jahrhunderts ausgetauscht worden.
Sie besitzt typisch für Orthodoxe Kirchenbauten eine Ikonostase mitsamt Ikonen. Auch ist sie im Inneren mit künstlerisch wertvollen byzantinischen Fresken neueren Datums bemalt.

## Belege
- Artikel über die Kirche auf der Tourismusseite von Vrnjačka Banja, (serbisch)
- Artikel über die Kirche auf dem Infoportal von Vrnjačka Banja, (serbisch)
- Artikel über die Kirchengemeinde auf der Seite der Eparchie Žiča, (serbisch)
- Artikel über die Kirche auf der Seite der Serbisch-orthodoxen Kirche, (serbisch)
- Artikel über die Einweihung 2015 auf der Seite der Serbisch-orthodoxen Kirche, (serbisch)